# Irina Ttjatjina
Irina Ttjatjina född den 24 april 1982 i Omsk, Ryssland, är en rysk gymnast.
Hon tog OS-silver i rytmisk gymnastik i samband med de olympiska gymnastiktävlingarna 2004 i Aten.